# Sonate K. 304
La sonate K. 304 (F.252/L.88) en sol majeur est une œuvre pour clavier du compositeur italien Domenico Scarlatti.

## Présentation
La sonate K. 304 en sol majeur, notée Andante cantabile, forme une paire avec la sonate suivante. Le caractère est pastoral, emprunt d'une « sérénité absolue » et une émotion statique. Le silence et la tranquillité semblent préfigurer le classicisme primitif, dont le style galant est le précurseur.

## Manuscrits
Le manuscrit principal est le numéro 9 du volume VI de Venise (1754), copié pour Maria Barbara ; l'autre manuscrit est Parme VIII 3.

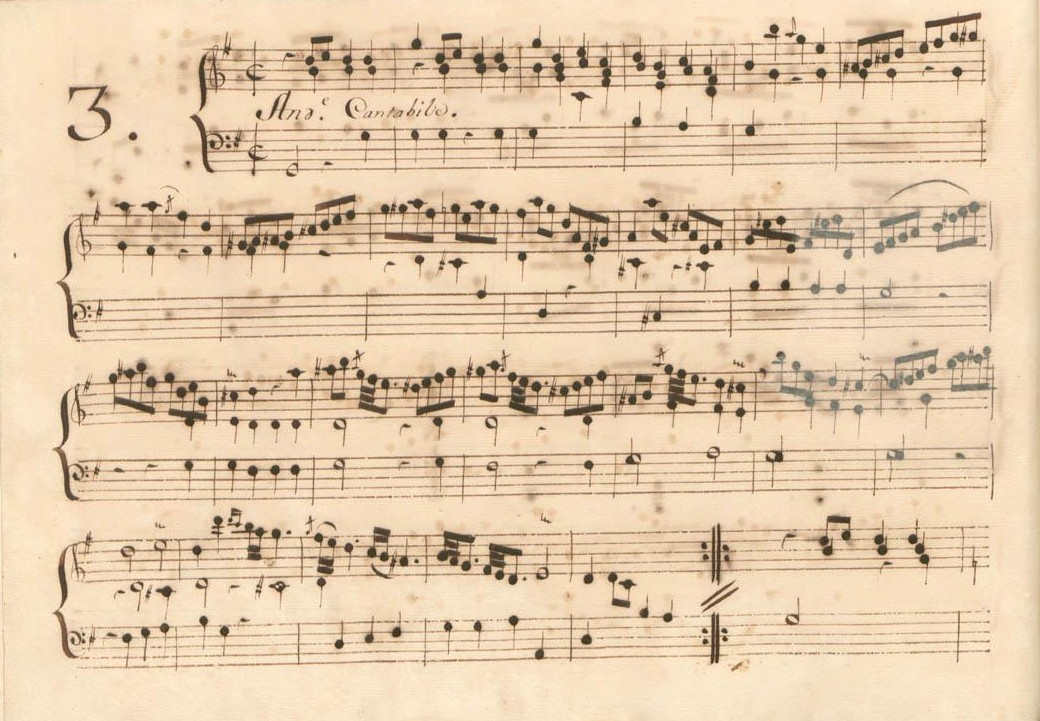
Parme VIII 3.
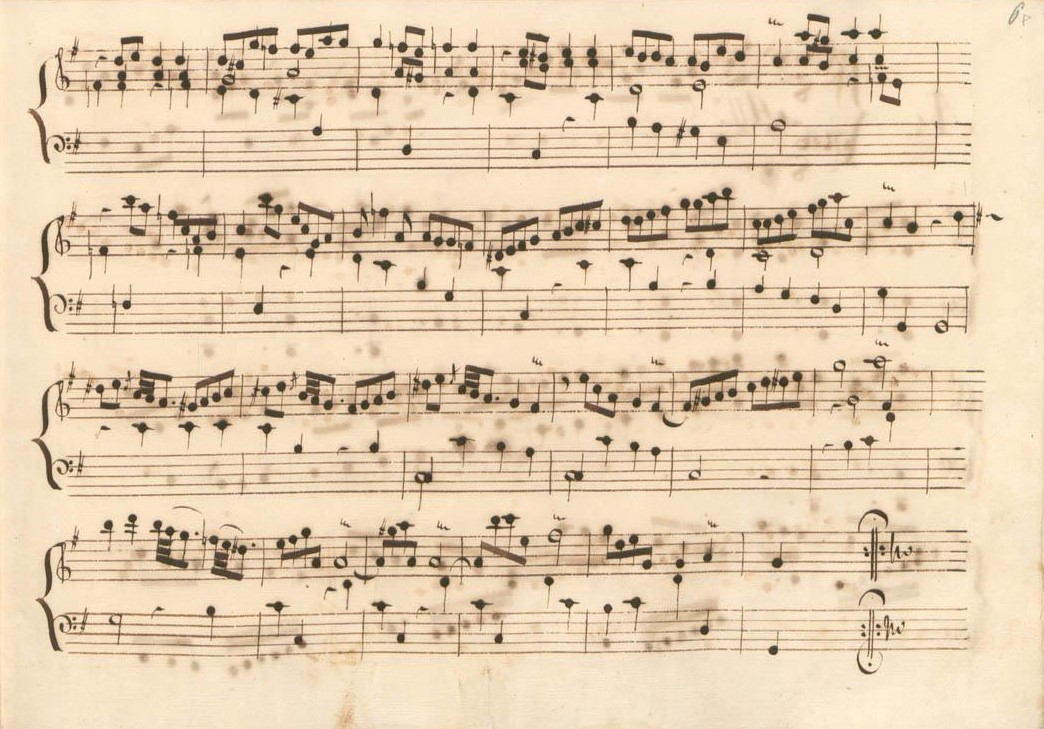
Parme VIII 3 (fin de la première section).
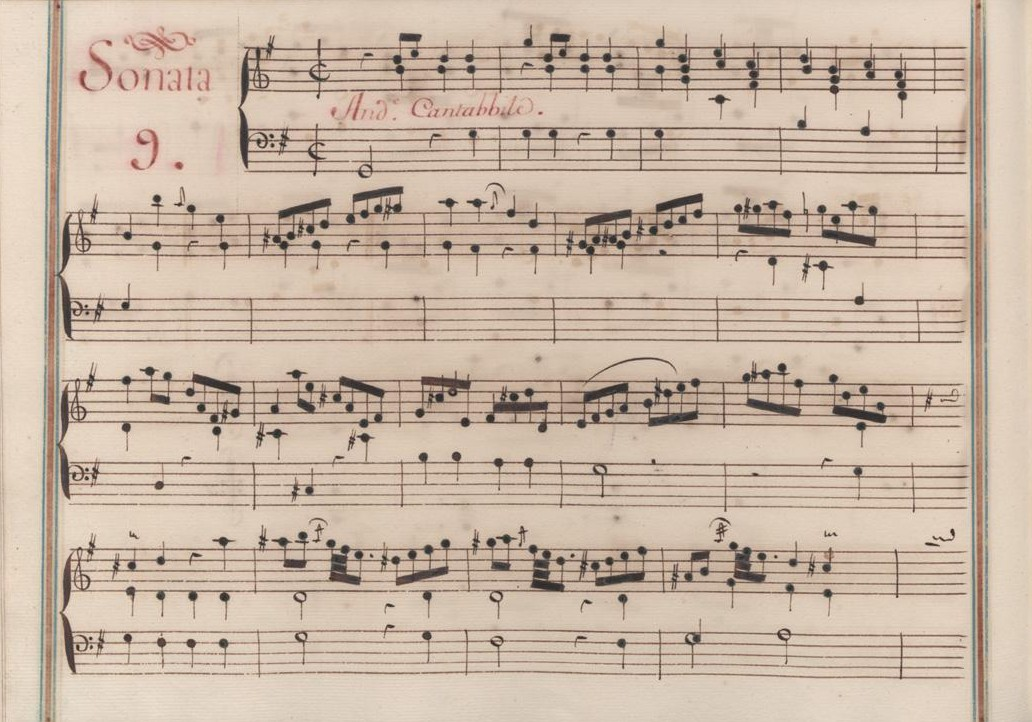
Venise VI 9.

## Interprètes
La sonate K. 304 est défendue au piano notamment par Fou Ts'ong (1984, Collins-Meridian), Carlo Grante (2012, Music & Arts, vol. 3) ; au clavecin par Scott Ross (1985, Erato), Richard Lester (2003, Nimbus, vol. 3) et Pieter-Jan Belder (Brilliant Classics). Andrea Marcon (1996, Divox) l'interprète à l'orgue.

## Sources
: document utilisé comme source pour la rédaction de cet article.
- Ralph Kirkpatrick (trad. de l'anglais par Dennis Collins), Domenico Scarlatti, Paris, Lattès, coll. « Musique et Musiciens », 1982 (1re éd. 1953 (en)), 493 p. (ISBN 978-2-7096-0118-4, OCLC 954954205, BNF 34689181).
- Alain de Chambure, « Domenico Scarlatti : Intégrale des sonates — Scott Ross », Erato (2564-62092-2), 1985 (OCLC 891183737) .
- (en) Carlo Grante, « Domenico Scarlatti, intégrale des sonates pour clavier (vol. 3) », Music & Arts (CD-1292), 2013 (OCLC 907929504) .